# حوزه انتخابیه اسدآباد
حوزهٔ انتخاباتی اسدآباد یکی از حوزه‌های استان همدان برای انتخابات مجلس شورای اسلامی است. این حوزه به مرکزیت اسدآباد، ۱ نماینده دارد.

## پی‌نوشت و منبع
- «جدول حوزه‌های انتخابیه در انتخابات نهمین دورهٔ مجلس شورای اسلامی» (PDF). مرکز پژوهش و سنجش افکار صدا و سیما. بایگانی‌شده از اصلی (PDF) در ۵ اكتبر ۲۰۱۸. دریافت‌شده در ۱۵ ژوئن ۲۰۱۶. تاریخ وارد شده در |archive-date= را بررسی کنید (کمک)